# ニコライ・ズーエフ
ニコライ・ズーエフ（ロシア語: Николай Зуев, 英語: Nikolai Zouev, 1958年5月20日 - 2022年5月21日）は、ロシアの男性元総合格闘家。スヴェルドロフスク州エカテリンブルク出身。リングス・ロシア所属。
リングスではサブミッションを武器に活躍。

## 来歴
20歳の頃にサンボを始め国内では数々の実績を残し、ソビエト連邦選抜チームの一員として活躍した。
1993年7月13日よりリングスに参戦。サンボを始めとしたサブミッションを巧みに操り、アマチュア時代からのライバルであるヴォルク・ハン、アンドレイ・コピィロフと共にリングス・ロシアの中心人物として活躍した。
その一方で当時からスポーツ学校を経営し、多くの門下生を抱えた。日本にもコーチとして来日し、リングス・ジャパンの選手たちにサンボの技術を指導したこともある。第一線を退いてからは指導者として尽力。セルゲイ・ハリトーノフらを育て上げ、セコンドとしても度々来日した。
2022年5月21日に心臓疾患により死去したことが全ロシアサンボ連盟により発表された。64歳没。

## 戦績

### 総合格闘技
| 総合格闘技 戦績 | 総合格闘技 戦績 | 総合格闘技 戦績 | 総合格闘技 戦績 | 総合格闘技 戦績 | 総合格闘技 戦績 | 総合格闘技 戦績 |
| --------------- | --------------- | --------------- | --------------- | --------------- | --------------- | --------------- |
| 28 試合         | (T)KO           | 一本            | 判定            | その他          | 引き分け        | 無効試合        |
| 13 勝           | 1               | 12              | 0               | 0               | 1               | 0               |
| 14 敗           | 3               | 11              | 0               | 0               | 1               | 0               |

| 勝敗 | 対戦相手               | 試合結果                         | 大会名                                                                                                | 開催年月日     |
| ×    | ヴォルク・ハン         | 4:49 足がらみフェイスロック      | リングス 前田日明引退試合 〜THE FINAL〜                                                               | 1999年2月21日  |
| ×    | グロム・ザザ           | 2:28 裸絞め                      | リングス WORLD MEGA-BATTLE TOURNAMENT 1998 〜第1回国別対抗戦FNRカップ〜 SEMI-FINAL                    | 1998年12月23日 |
| ○    | ビターゼ・アミラン     | 4:01 TKO（レッグロック）         | リングス WORLD MEGA-BATTLE TOURNAMENT 1998 〜第1回国別対抗戦FNRカップ〜 SEMI-FINAL                    | 1998年12月23日 |
| △    | 高阪剛                 | 10分終了 判定                    | リングス WORLD MEGA-BATTLE TOURNAMENT 1998 〜第1回国別対抗戦FNRカップ〜 Bブロック・1st.ROUND          | 1998年11月20日 |
| ○    | 田村潔司               | 3:17 腕ひしぎ逆十字固め          | リングス WORLD MEGA-BATTLE TOURNAMENT 1998 〜第1回国別対抗戦FNRカップ〜 Bブロック・1st.ROUND          | 1998年11月20日 |
| ×    | 山本宜久               | 13:30 裸絞め                     | リングス FIGHTING INTEGRATION 5th                                                                     | 1998年8月28日  |
| ×    | 前田日明               | 3:58 フロントネックロック        | RINGS RUSSIA 1998                                                                                     | 1998年4月25日  |
| ×    | 高阪剛                 | 10:20 膝十字固め                 | リングス FIGHTING INTEGRATION 1st                                                                     | 1998年3月28日  |
| ×    | 前田日明               | 5:17 フェイスロック              | リングス WORLD MEGA-BATTLE TOURNAMENT 1997 1回戦 【1回戦】                                            | 1997年10月25日 |
| ○    | 田村潔司               | 10:30 腕ひしぎ足固め             | リングス FIGHTING EXTENSION 1997 Vol.4                                                                | 1997年6月21日  |
| ○    | 長井満也               | 13:01 レッグロック               | リングス MEGA-BATTLE TOURNAMENT 1996 Grand-Final                                                      | 1997年1月22日  |
| ○    | 坂田亘                 | 10:01 腕ひしぎ逆十字固め         | リングス MEGA-BATTLE TOURNAMENT 1996 2nd Round                                                        | 1996年11月22日 |
| ×    | ビターゼ・タリエル     | 5:34 TKO（5ダウン）              | リングス MEGA-BATTLE TOURNAMENT 1996 1st Round 【1回戦】                                              | 1996年10月25日 |
| ○    | ウィリー・ウィリアムス | 7:55 腕ひしぎ逆十字固め          | リングス MAELSTROM 3rd 〜RUSSIAN BATTLE MISSION〜                                                     | 1996年5月25日  |
| ○    | ヴォルク・ハン         | 13:06 脇固め                     | リングス MAELSTROM 2nd                                                                                | 1996年4月26日  |
| ×    | 長井満也               | 14:44 ネックロック               | リングス MEGA-BATTLE TOURNAMENT 1995 Semi Final                                                       | 1995年12月19日 |
| ×    | イリューヒン・ミーシャ | 12:27 ピロー・アームロック       | リングス MEGA-BATTLE TOURNAMENT 1995 1st Round 【1回戦】                                              | 1995年10月21日 |
| ×    | 前田日明               | 9:10 裸絞め                      | リングス RISING SERIES SATSUKI                                                                        | 1995年5月20日  |
| ×    | ヴォルク・ハン         | 13:37 足がらみ腕ひしぎ逆十字固め | リングス RISING SERIES YAYOI                                                                          | 1995年3月18日  |
| ×    | ハンス・ナイマン       | 6:35 KO                          | リングス FIGHTING NETWORK RINGS 1994 TOURNAMENT 2nd Round 【2回戦】                                   | 1994年10月22日 |
| ○    | 長井満也               | 9:24 腕ひしぎ逆十字固め          | FIGHTING NETWORK RINGS IN RUSSIA ロシアンバトルミッション                                             | 1994年8月27日  |
| ○    | 成瀬昌由               | 10:26 膝十字固め                 | FIGHTING NETWORK RINGS 1994 RINGS IN HIROSHIMA                                                        | 1994年4月23日  |
| ×    | クリス・ドールマン     | 7:17 裸絞め                      | リングス BATTLE DIMENSION TOURNAMENT '93 Grand Final 【3位決定戦】                                    | 1994年1月21日  |
| ×    | ビターゼ・タリエル     | 8:22 TKO（レフェリーストップ）   | リングス BATTLE DIMENSION TOURNAMENT '93 Semi Final 【準決勝】                                        | 1993年12月8日  |
| ○    | ヴォルク・ハン         | 11:31 アームロック               | リングス BATTLE DIMENSION TOURNAMENT '93 2nd Round 【2回戦】                                          | 1993年11月18日 |
| ○    | アンドレイ・コピィロフ | 19:18 足首固め                   | リングス BATTLE DIMENSION TOURNAMENT '93 1st Round 【1回戦】                                          | 1993年10月23日 |
| ○    | グロム・ザザ           | 15:59 羽根折り首絞め             | リングス BATTLE DIMENSION '93 格闘新次元 TOKYO BAY AREA CIRCUIT #3 〜前田日明デビュー15周年記念大会〜 | 1993年8月21日  |
| ○    | トドール・トドロフ     | 9:50 足掛けアームロック          | リングス BATTLE DIMENSION '93 格闘新次元 OSAKA METROPOLITAN CIRCUIT #2                                | 1993年7月13日  |

### サンボ
| 勝敗 | 対戦相手       | 試合結果              | 大会名                                                              | 開催年月日   |
| ○    | ヴォルク・ハン | 3分2R終了 ポイント2-6 | リングス 後楽園実験リーグ '93 ROUND6 【サンボ・ジャケット・マッチ】 | 1994年2月6日 |

## 表彰
- サンボ スポーツマスター